# Melanchthonweg (metrostation)
Melanchthonweg is een metrostation aan de metrolijn E van RandstadRail en de Rotterdamse metro. Het station ligt bij de Rotterdamse wijk Schiebroek, aan de Melanchtonweg. Het station werd in het kader van RandstadRail gebouwd ter vervanging van 300 meter zuidelijker liggende station Rotterdam Kleiweg. Het station werd geopend op 10 september 2006. De straat waar het station ligt, heet door een vergissing van de gemeente 'Melanchtonweg', zonder de tweede h; de naam van het station heeft wel de juiste spelling. Beide zijn vernoemd naar Philipp Melanchthon.
Het station heeft twee perrons van circa 90 meter lang en ligt gedeeltelijk op een viaduct boven de Melanchtonweg. Er zijn vier ingangen, twee per perron, aan beide zijden van de weg. Het station heeft dus geen stationshal. De halte biedt een overstapmogelijkheid op tramlijn 8 en buslijn 35. Ook is er een P+R-terrein naast het station.
Sedert medio 2010 schakelen de metro's op dit station om van stroomvoorziening via de bovenleiding naar de stroomrail en andersom. Op dit station is daarom zowel derde rail als bovenleiding aanwezig. Tussen het station en het begin van de metrotunnel richting Rotterdam Centrum ligt een overweg met de Kleiweg; hier is de stroomrail over enkele tientallen meters onderbroken.

## Tramhalte
Aan de tramhalte stopt de volgende tramlijn:
| Lijn | Bestemming           | Via |
| ---- | -------------------- | --- |
| 8    | Spangen - Schiebroek | Marconiplein, Delfshaven, Schiemond, Westzeedijk, Euromast/Erasmus MC, Vasteland, Museumpark, Eendrachtsplein, Kruisplein, Rotterdam Centraal, Schiekade, Franciscus Gasthuis, Melanchthonweg, Teldersweg → Wilgenlei → Meidoornweide → Larikslaan → Peppelweg → Wilgenplaslaan |

## Bushalte
Aan de bushalte stoppen de volgende buslijn:
| Lijn | Bestemming        | Via                                                                                    |
| ---- | ----------------- | -------------------------------------------------------------------------------------- |
| 35   | Station Alexander | Melanchthonweg, Rijndam Revalidatiecentrum, Molenlaan, Ommoord, Hesseplaats, Graskruid |

## Afbeeldingen

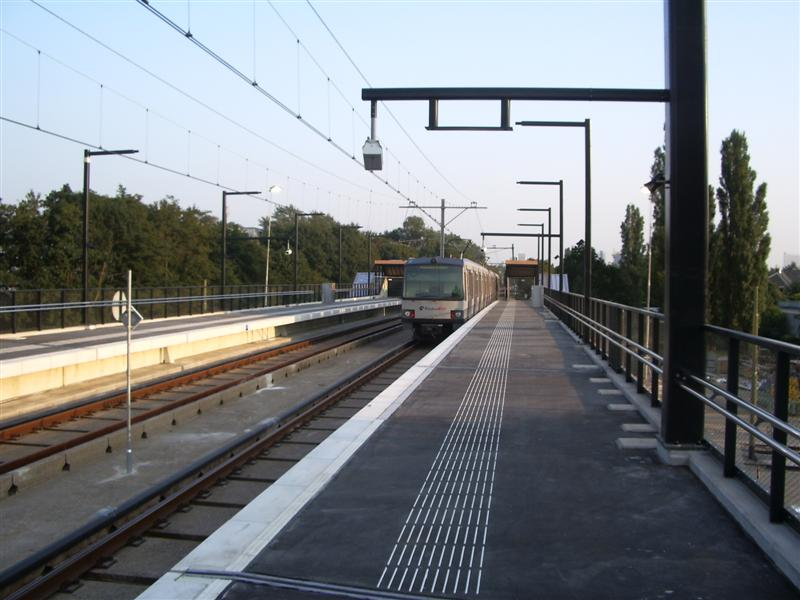
De perrons.
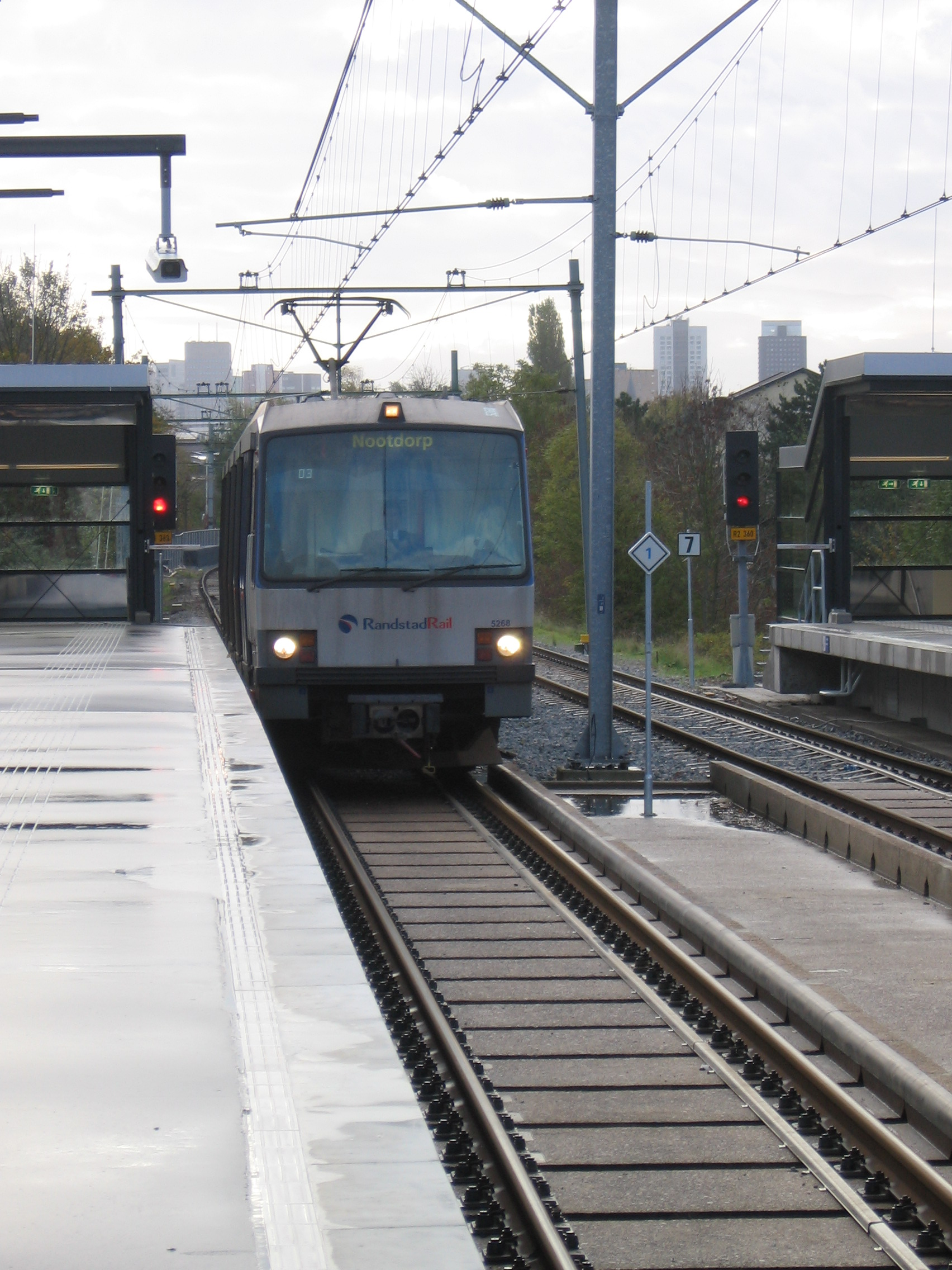
Aankomst van een eenwagentrein RSG2 als Lijn E tot Nootdorp.

Den Haag Centraal  · Laan van NOI  · Voorburg 't Loo · Leidschendam-Voorburg · Forepark · Leidschenveen · Nootdorp · Pijnacker Centrum · Pijnacker Zuid · Berkel Westpolder · Rodenrijs · Meijersplein/Airport · Melanchthonweg · Blijdorp · Rotterdam Centraal  · Stadhuis · Beurs · Leuvehaven · Wilhelminaplein · Rijnhaven · Maashaven · Zuidplein · Slinge